# Croada de Mahdia
La croada de la costa barbaresca també dita croada de Mahdia, fou una expedició militar del 1390 composta per tropes franceses i genoveses que muntaren setge a Mahdia, que en aquell moment era un cau de pirates en la costa barbresca acollits pels hàfsides de Tunísia. Les cròniques de Froissart és la principal font documental sobre aquest esdeveniment que fou una de les darreres croades.

## Context
La República de Gènova, que basava la seva economia en el comerç per la Mediterrània, s'estava veient perjudicada per l'atac de pirates que s'apoderaven de les seves mercaderies. Aquests pirates tenien la seva base principal a Mahdia, ciutat de la costa barbaresca. Per altra banda, els cavallers francesos que acostumaven a estar ocupats en la Guerra dels Cent Anys, cercaven oportunitats per lluir-se i obtenir glòria durant els períodes de calma d'aquella contesa. Uns ambaixadors genovesos anaren al rei Carles VI de França a proposar-li de fer una lluita conjunta contra els pirates. El duc Antoniotto I Adorno presentà el projecte com una croada, així els participants obtindrien prestigi, una moratòria en els seus deutes, immunitat en litigis i una indulgència papal. El rei francès secundà de bona gana la idea d'eliminar els pirates musulmans que atacaven les costes europees des del nord d'Àfrica. Els genovesos aportaven vaixells, provisions, 12.000 arquers i 8.000 soldats, si França aportava cavallers. El contingent inclogué alguns cavallers anglesos i en total n'aplegà 1.500 sota el comandament del duc Lluís II de Borbó.

## El setge de Mahdia
S'estima que entre els dos membres de la croada hi havia unes 5.000 unitats entre cavallers i soldats, més 1.000 mariners. Dos clergues en representació dels papes els donaren la benedicció abans de sortir. Una esquadra d'uns 60 vaixells salpà de Gènova l'1 de juliol del 1390 i ancoraren a finals de juliol a prop de Mahdi on els soldats desembarcaren sense trobar oposició. Els croats acamparen i envoltaren la ciutat durant els següents dos mesos. No van portar suficient maquinària de setge per trencar les muralles. El govern hàfsida de la ciutat pogué escapar per demanà ajut. El soldà Abu-l-Abbàs Àhmad III amb el suport del rei de Bugia i Tlemcen, arribà amb un contingent d'uns 40.000 homes i acampà en la rodalia, evitant entrar directament en batalla, però entorpint l'activitat dels assetjants. Els croats hagueren de construir un mur al voltant del seu campament i fortificar-lo amb vigilància contínua. Els amazics enviaren una ambaixada per negociar, primer que res volien saber per què els francesos els volien atacar si només havien molestat als genovesos. Els respongueren que ells formaven part dels infidels que havien fet crucificar el fill de Déu anomenat Jesús. Els amazics rigueren i els explicaren que això ho havien fet els jueus i no ells. Les negociacions acabaren aquí.
La següent vegada que es van trobar va ser un dur enfrontament armat en què els croats mataren molts musulmans però finalment s'hagueren de retirar exhaustes, ja que ells eren més nombrosos. La durada del setge no tan sols els frustrava, sinó que anà esgotant els queviures. Quan efectuaren el darrer assalt i van ser repel·lits, demanaren fer un tractat. Els amazics també estaven cansats i comprenien que estaven lluitant contra uns durs oponents, per la qual cosa s'avingueren a acabar amb les hostilitats.

## Abandonament del setge
El setge fou abandonat després de concloure un tractat negociat pels genovesos. L'acord estipulava deu anys d'armistici, el pagament per part de Mahdia de taxes a Gènova durant 15 anys, i el pagament a Lluís II d'una compensació per la despesa militar efectuada. A mitjan octubre els croats havien tornat a Gènova. Les baixes a causa de la lluita i les malalties van ser de 274 cavallers, pel que fa als soldats moriren un 20%.

## Repercussions
Ambdós bàndols celebraren la victòria o la pau. Els amazics se sentien satisfets per haver expulsat els invasors i els genovesos per poder reprendre el comerç sense o amb menys interferències. Els cavallers francesos no havien obtingut beneficis tangibles però podien explicar la gesta guanyat-se el respecte de tothom. És clar que portaven una idea allunyada de la realitat, actuant com els cavallers que protagonitzaven les gestes dels trobadors, creient-se molt superiors, com si només haguessin anat a fer una justa d'entrenament disfressada de motivació religiosa. Els va mancar aprendre dels seus errors: el desconeixement de l'entorn on havien decidit lluitar, la inadequació de la maquinària per a setge que portaven, subestimar la capacitat de contraatac de l'enemic, i per no haver reflexionat sobre això sis anys més tard es cometrien els mateixos errors, en la fatal croada a Nicòpolis.